# المعامير (مناخة)

تعديل مصدري - تعديل

المعامير هي إحدى قرى عزلة لهاب بمديرية مناخة التابعة لمحافظة صنعاء، بلغ تعداد سكانها 154 نسمة حسب تعداد اليمن لعام 2004.